# سي إس يو بلويشت
سي إس يو بلويشت (بالرومانية: CSU Asesoft Ploiești) هو فريق كرة سلة روماني للمحترفين تأسس في سنة 1998 يقع مقره في بلويشت.

## الإنجازات
- 6: كأس رومانيا لكرة السلة:

2004، 2005، 2006، 2007، 2008، 2009
- 1: كأس السوبر الرومانية لكرة السلة

2014

## أبرز اللاعبين
من أبرز اللاعبين الذين لعبوا معه:
- كيفن برليسون
- مايك جونز